# Ørðavík
Ørðavík [ˈøːɹavʊik], o també Øravík, és una localitat de l'illa de Suðuroy, a les illes Fèroe. Forma part del municipi de Tvøroyri. L'1 de gener de 2021 tenia 30 habitants.
El poble està situat a la costa est de l'illa, en una badia que s'obre a les aigües del Trongisvágsfjørður. L'envolten cims de més e 400 metres, com ara l'Oyrnafjall al nord-oest (443 m), el Snævalsheyggjur a l'oest (469 m) o l'Ennið al sud (424 m). Els rius Dalsa i Áin á Mýrunum creuen Ørðavík pel mig.

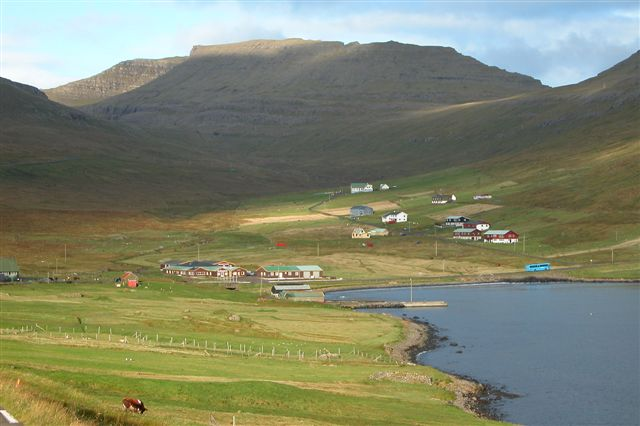
Ørðavík, visió general.

La localitat es troba a la cruïlla de les carreteres 20, que discorre per la costa est des de Vágur a Trongisvágur, i 25, que enllaça Ørðavík amb Fámjin, a la costa oest de l'illa. A 1 km al sud, seguint la carretera 20 hi ha el túnel de Hov (Hovstunnilin), de 2435 m de longitud i dos carrils de circulació. Aquest túnel, inaugurat el 2007, connecta el centre amb el sud de l'illa, separats naturalment per muntanyes.
Just al sud de Ørðavík, a les muntanyes, hi ha un lloc anomenat Mannaskarð, on es troben els antics camins que portaven a cinc pobles. Aquests camins s'anomenen varðagøtur en feroès (de varðar, que significa el mateix que cairn). Aquests camins recorren l'illa connectant els pobles i altres llocs, eren les antigues carreteres feroeses. A Mannaskarð hi ha els camins d'Ørðavík, Fámjin, Hov, Porkeri i Vágur.
Ørðavík és un dels pobles que surt esmentat al Hundabrævið, document del segle XIV que legislava la tinença de gossos a l'arxipèlag.